# Liste der Nummer-eins-Hits in Norwegen (1993)
Diese Liste enthält alle Nummer-eins-Hits in Norwegen im Jahr 1993. Es gab in diesem Jahr neun Nummer-eins-Singles und 15 Nummer-eins-Alben.
| Singles | Alben |
| --- | --- |
| - Whitney Houston – I Will Always Love You - 9 Wochen (53/1992 – 8/1993) - 2 Unlimited – No Limit - 7 Wochen (9/1993 – 15/1993) - Snow – Informer - 6 Wochen (16/1993 – 21/1993) - Haddaway – What Is Love - 8 Wochen (22/1993 – 29/1993) - Culture Beat – Mr. Vain - 2 Wochen (30/1993 – 31/1993) - 4 Non Blondes – What's Up? - 11 Wochen (32/1993 – 42/1993) - Freddie Mercury – Living On My Own - 2 Wochen (43/1993 – 44/1993) - Meat Loaf – I’d Do Anything for Love (But I Won’t Do That) - 5 Wochen (45/1993 – 49/1993) - Bryan Adams – Please Forgive Me - 4 Wochen (50/1993 – 1/1994) | - Verschiedene Interpreten – Absolute Music 6 - 3 Wochen (53/1992 – 2/1993) - Whitney Houston – The Bodyguard (Soundtrack) - 5 Wochen (3/1993 – 7/1993, insgesamt 6 Wochen) - The September When – One Eye Open - 4 Wochen (8/1993 – 11/1993) - Whitney Houston – The Bodyguard (Soundtrack) - 1 Woche (12/1993, insgesamt 6 Wochen) - Ace of Base – Happy Nation - 1 Woche (13/1993) - Verschiedene Interpreten – Absolute Music 7 - 9 Wochen (14/1993 – 22/1993) - a-ha – Memorial Beach - 3 Wochen (23/1993 – 25/1993) - Verschiedene Interpreten – Definitive Summerhits - 3 Wochen (26/1993 – 28/1993) - Verschiedene Interpreten – Absolute Reggae 2 - 2 Wochen (29/1993 – 30/1993) - Hanne Boel – Kinda Soul - 2 Wochen (31/1993 – 32/1993) - 4 Non Blondes – Bigger, Better, Faster, More! - 7 Wochen (33/1993 – 39/1993) - Verschiedene Interpreten – Absolute Music 8 - 2 Wochen (40/1993 – 41/1993, insgesamt 3 Wochen) - Pearl Jam – Vs. - 2 Wochen (42/1993 – 43/1993) - Verschiedene Interpreten – Absolute Music 8 - 1 Woche (44/1993, insgesamt 3 Wochen) - De Lillos – Neste sommer - 2 Wochen (45/1993 – 46/1993) - Bryan Adams – So Far So Good - 3 Wochen (47/1993 – 49/1993) - Verschiedene Interpreten – Absolute Music 9 - 5 Wochen (50/1993 – 2/1994) |
| | |

Siehe auch: Nummer-eins-Hits 1993 in  Australien, Belgien, Dänemark, Deutschland, Finnland, Frankreich, Irland, Italien, Japan, Kanada, Neuseeland, den Niederlanden, Österreich, Schweden, der Schweiz, Spanien, Ungarn, den Vereinigten Staaten und im Vereinigten Königreich.